# Symediana

Trójkąt z zaznaczonymi środkowymi (czarne linie), dwusiecznymi (przerywane) i symedianami (czerwone).

Symediana – prosta Cevy będąca odbiciem symetrycznym środkowej trójkąta względem dwusiecznej wychodzącej z tego samego wierzchołka. Symediany przecinają się w jednym punkcie (zwanym punktem Lemoine’a), jak wiele innych charakterystycznych prostych Cevy.

## Właściwości

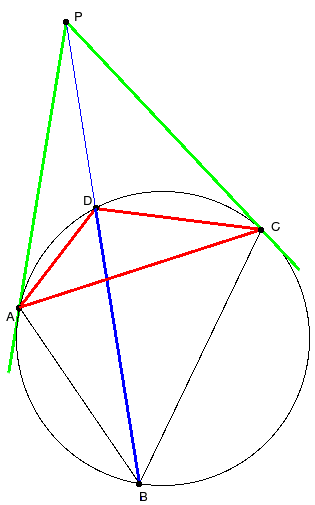

Jeżeli czworokąt {\displaystyle ABCD} jest wpisany w okrąg, to następujące fakty są równoważne (jeśli zachodzi jeden z nich, to automatycznie zachodzą pozostałe):
- półprosta {\displaystyle DB} jest symedianą w trójkącie {\displaystyle \Delta ACD,}
- {\displaystyle |AB|\cdot |CD|=|BC|\cdot |AD|,}
- styczne do okręgu opisanego na czworokącie w punktach {\displaystyle A} i {\displaystyle C} (zielone) oraz prosta przechodząca przez punkty {\displaystyle B} i {\displaystyle D} (niebieska) są współpękowe.

### Twierdzenie o symedianie
Jeżeli w {\displaystyle \Delta ABC} przez {\displaystyle X} oznaczymy punkt przecięcia symediany poprowadzonej z punktu {\displaystyle C} z bokiem {\displaystyle AB,} to zachodzi równość:
{\displaystyle {\frac {AX}{BX}}={\frac {AC^{2}}{BC^{2}}}.}

#### Dowód
Niech {\displaystyle C'} będzie środkiem boku {\displaystyle AB.} Wtedy z twierdzenia sinusów mamy:
{\displaystyle {\frac {|BC|}{\sin \angle BC'C}}={\frac {|BC'|}{\sin \angle BCC'}},}
{\displaystyle {\frac {|AC|}{\sin \angle AC'C}}={\frac {|AC'|}{\sin \angle ACC'}},}
zatem
{\displaystyle {\frac {|BC|}{|AC|}}={\frac {\sin \angle ACC'}{\sin \angle BCC'}}.}
Ponieważ symediana jest odbiciem środkowej w dwusiecznej, to
{\displaystyle \angle BCC'=\angle ACX} oraz {\displaystyle \angle ACC'=\angle BCX,}
więc {\displaystyle {\frac {|BC|}{|AC|}}={\frac {\sin \angle BCX}{\sin \angle ACX}}.}
Z twierdzenia sinusów mamy też, że
{\displaystyle {\frac {|AC|}{\sin \angle AXC}}={\frac {|AX|}{\sin \angle ACX}},}
{\displaystyle {\frac {|BC|}{\sin \angle BXC}}={\frac {|BX|}{\sin \angle BCX}},}
więc
{\displaystyle {\frac {|AX|}{|BX|}}={\frac {|AC|}{|BC|}}\cdot {\frac {\sin \angle BXC}{\sin \angle AXC}}\cdot {\frac {\sin \angle ACX}{\sin \angle BCX}}.}
{\displaystyle \angle BXC+\angle AXC=180^{\circ },} więc {\displaystyle \sin \angle BXC=\sin \angle AXC,} stąd
{\displaystyle {\frac {|AX|}{|BX|}}={\frac {|AC|}{|BC|}}\cdot {\frac {\sin \angle ACX}{\sin \angle BCX}},}
{\displaystyle {\frac {|AX|}{|BX|}}={\frac {|AC|^{2}}{|BC|^{2}}}.}